# Vranica
Vranica je pohoří v centrální části Bosny a Hercegoviny mezi městy Gornji Vakuf a Fojnica, které patří mezi Dinárské hory. Má rozlohu okolo 100 km², nejvyššími vrcholy jsou Nadkrstac (2110 m n. m.), Ločika (2106 m n. m.) a Rosinj (2059 m n. m.). Pramení zde řeka Vrbas. Pohoří je tvořeno převážně vápencem, mezi porostem převládá borovice kleč. Endemickými druhy rostlin jsou Edraianthus niveus a Alchemilla vranicensis. Významnou turistickou atrakcí je ledovcové Prokoško jezero – přírodní památka, kde žije vzácný čolek Ichthyosaura alpestris reiseri. V pohoří se také nachází katolické poutní místo Vrankamen a vodopád Ždrimački slap, vysoký 29 m, význam pro dopravu má průsmyk Sarajevska vrata. V minulosti se na Vranici těžila železná ruda. Fojnica je hojně navštěvována díky svým léčivým pramenům.